# Éclisse (chemin de fer)
Pour les articles homonymes, voir Éclisse.

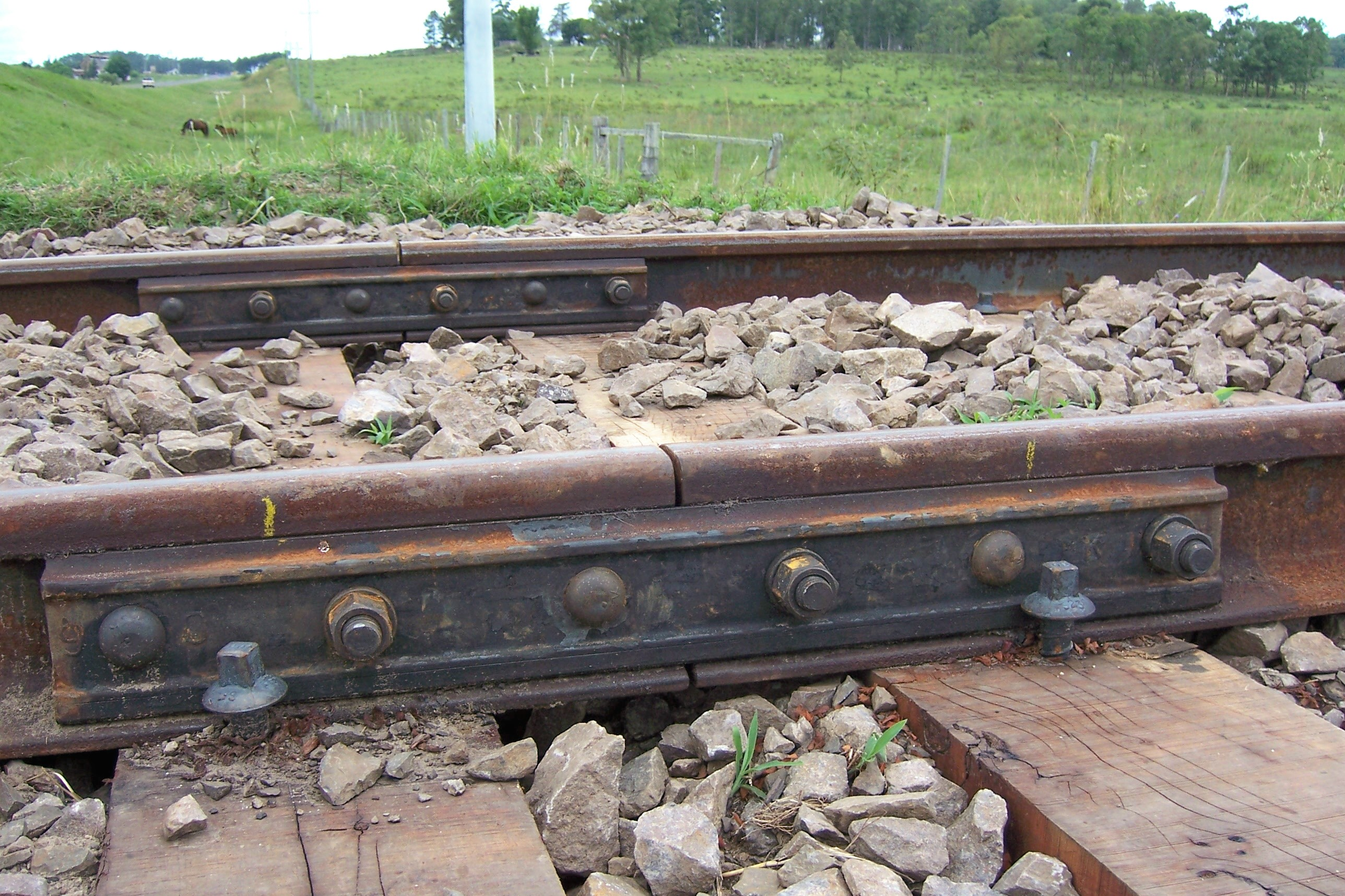
Un joint de rails éclissé

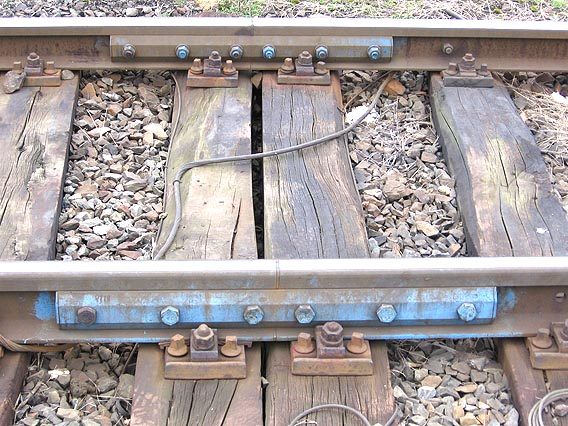
Un joint de rails éclissé

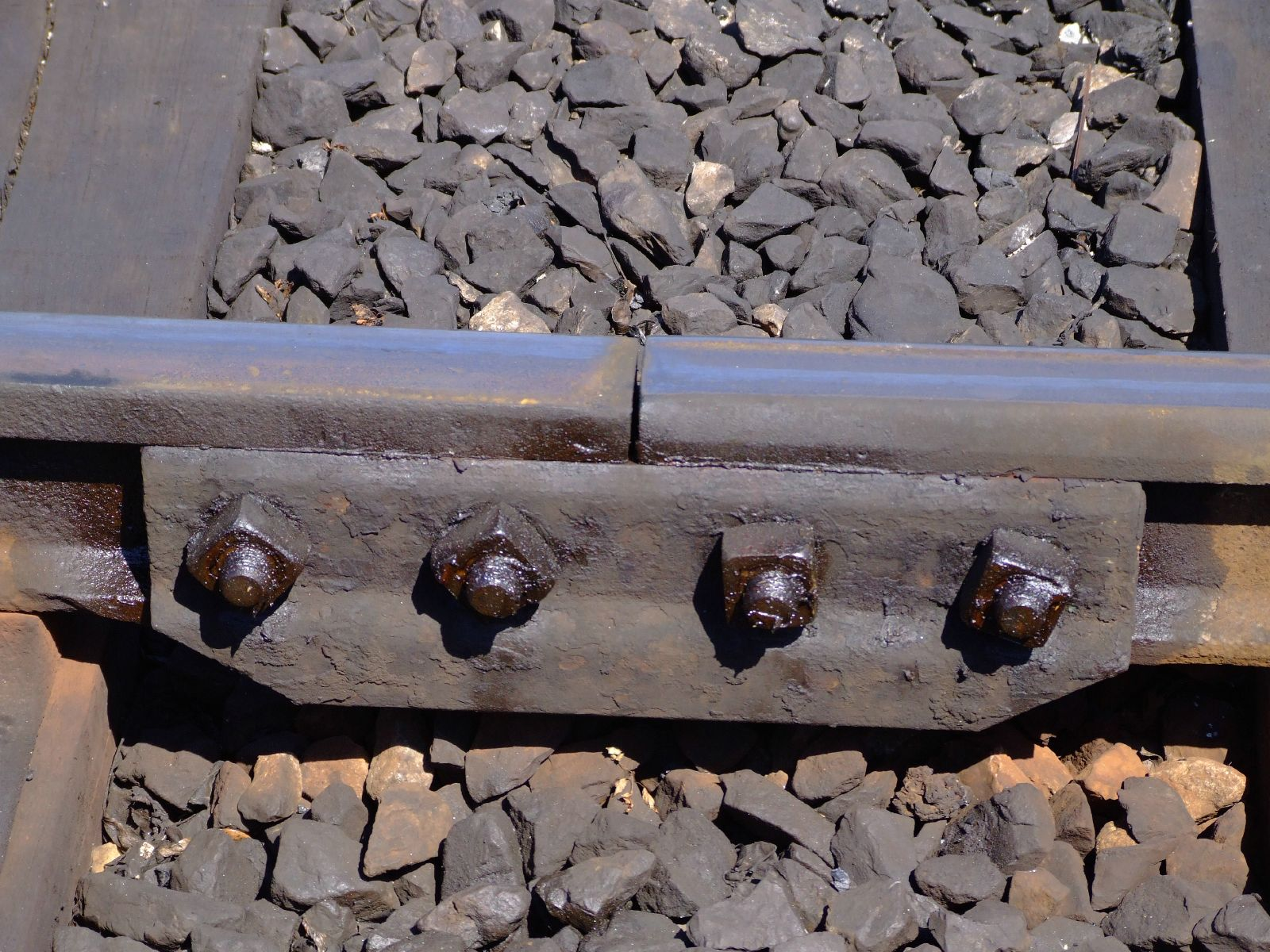
Un joint de rails éclissé

Une éclisse de chemin de fer est une pièce métallique ou composites servant à raccorder deux rails consécutifs d'une voie ferrée. Les éclisses sont apposées par paire, à l'aide de boulons ou de « cés » de serrage (pièces métalliques dont la forme rappelle celle de la lettre « C »).
Les éclisses sont souvent utilisées à proximité des aiguillages ou autres appareils de voie : en pleine voie, la jonction entre deux rails se fera par soudure, par exemple selon la technique du long rail soudé.

## L’assemblage des joints
L'assemblage complet de deux rails et deux éclisses s'appelle un joint.

### Les joints ordinaires
Les éclisses assemblent deux abouts de rails en prenant appui sous le champignon et sur la partie inclinée du patin et sont serrées par 4 ou 6 boulons.
Elles sont de profil symétrique ou quasi-symétrique et comportent sur leur face extérieure deux nervures longitudinales empêchant la rotation des têtes de boulons. Certaines éclisses à 6 trous comportent une ondulation verticale et éventuellement des ondulations horizontales pour renforcer leur rigidité.
Les profils anciens, plats à « cornière » ou à « patin », ne sont plus laminés.
Les rails U33, U39, U36 et U50 peuvent être assemblés avec des éclisses à 4 ou 6 trous, tandis que les profils U78, U80 et UIC60 ne peuvent être assemblés que par des éclisses à 6 trous.
Il existe aussi des joints de raccords :
- pour rails d’usures différentes,
- pour rails de profils différents,
- à grand permissif utilisés dans les dispositifs de dilatation en barres normales avec des boulons de 18 × 130 mm,
- provisoire de soudure.

En pose élastique, les deux traverses de joint sont attachées sans griffons (système d'attache constitué d'une lame en acier à ressort légèrement cintrée et percée d'un trou allongé) et la semelle cannelée en caoutchouc est remplacée par une semelle en bois bakélisé. La fixation de ces deux traverses est donc rigide.
Les éclisses portent sur leur face extérieure, en relief venues de laminage, les marques de l’usine d’origine, du millésime et du symbole unifié.

### Les joints de raccord

#### Éclisses de raccord d’usure
Ces éclisses sont utilisées pour raccorder deux rails de même profil et d’usure différente de leur table de roulement. Elles sont fabriquées à partir du profil nominal et forgées pour obtenir un raccord d'usure de 2, 4 ou 6 mm de différence. Elles existent pour rails U33, U50 et U55.
Deux éclisses composant un joint sont désignées en se plaçant face à lui, à l’extérieur de la voie et en notant les profils de gauche à droite. Les éclisses de raccord se commandent par paires.
Les éclisses de raccord d’usure portent un poinçon indiquant la valeur de la différence d’usure, à l’extrémité recevant le rail le plus usé.

#### Éclisses de raccord de profils
Ces éclisses sont utilisées pour raccorder deux rails de profils différents.
Les éclisses de raccord de profils existent pour les raccords suivants :
- rails unifiés entre eux : U33, U50, U55, UIC 60
- rails unifiés avec rails anciens : U33 avec S11, S12, S13, S40, U50 avec S12
- rails anciens entre eux : par exemple S11 avec S12

Les éclisses de raccord portent un poinçon indiquant vers chaque extrémité, le profil du rail correspondant.
Il est possible d’obtenir, en plus du raccord de rails de profils différents, un raccord entre leurs usures relatives. La différence d’usure est désignée par : « plus usé de… » ou « moins usé de… ».

## Raccord provisoire de soudure
Pour consolider une soudure avariée ou rompue, il est nécessaire de chevaucher le bourrelet existant dans l’âme du rail. Aussi cette éclisse spéciale de raccord est-elle conçue à partir de deux morceaux d’éclisse.
Le joint ainsi créé est assemblé à l’aide de cés de serrage, car le rail n'est pas percé pour permettre la fixation par boulons. Il ne peut donc être qu'un joint provisoire.

## Galerie

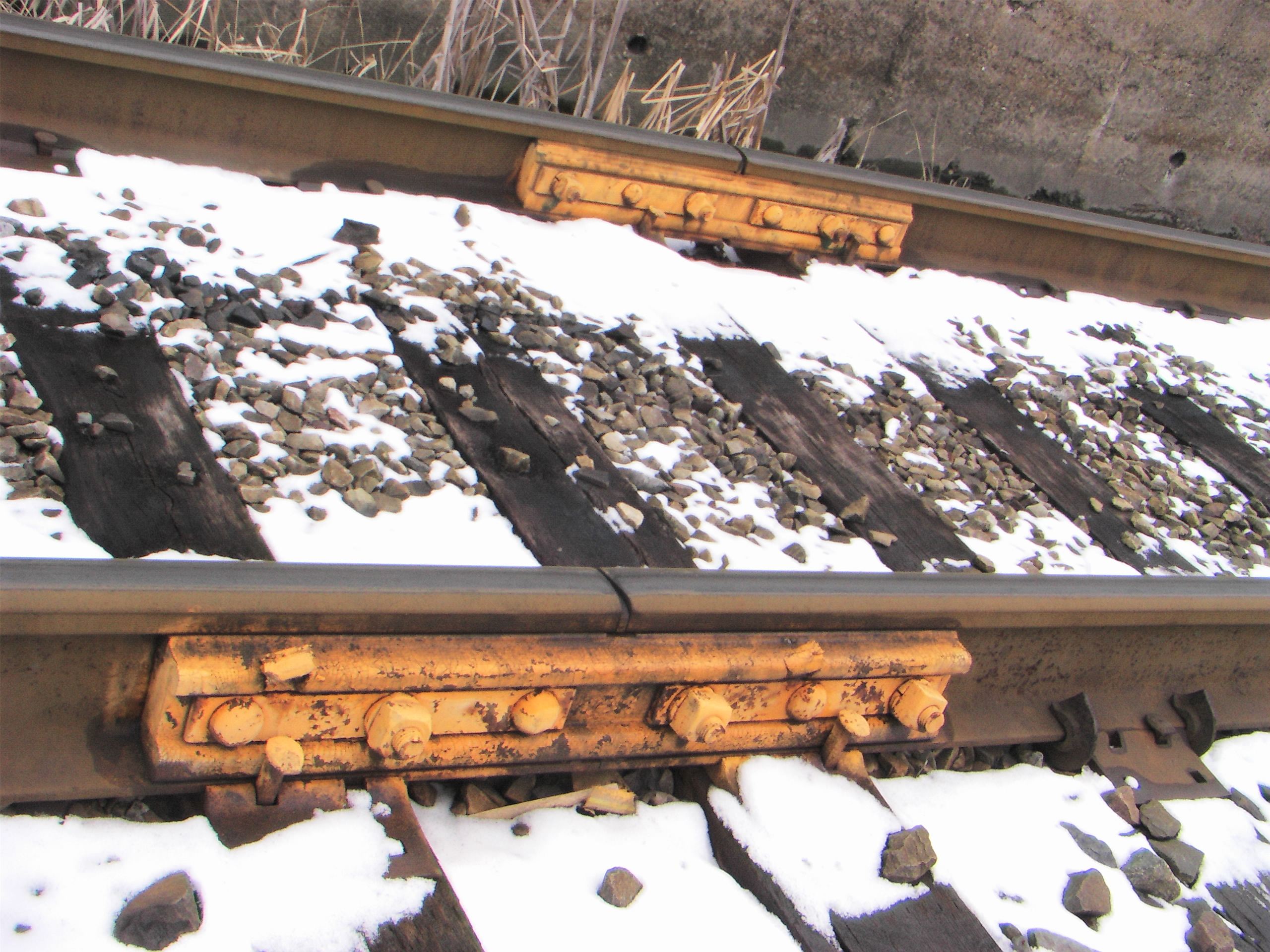
Éclisse isolante
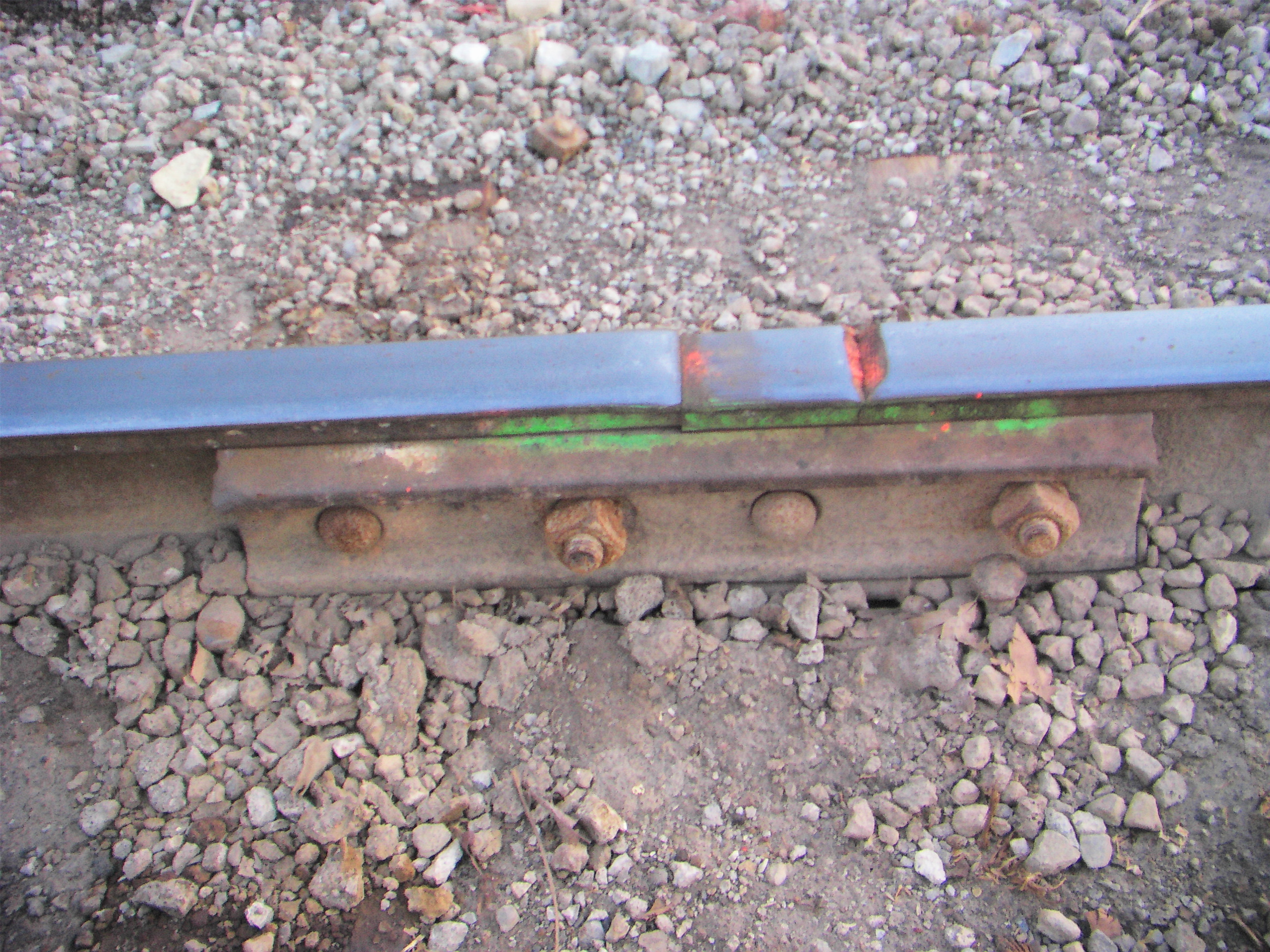
Rail court, dit « Dutchman »
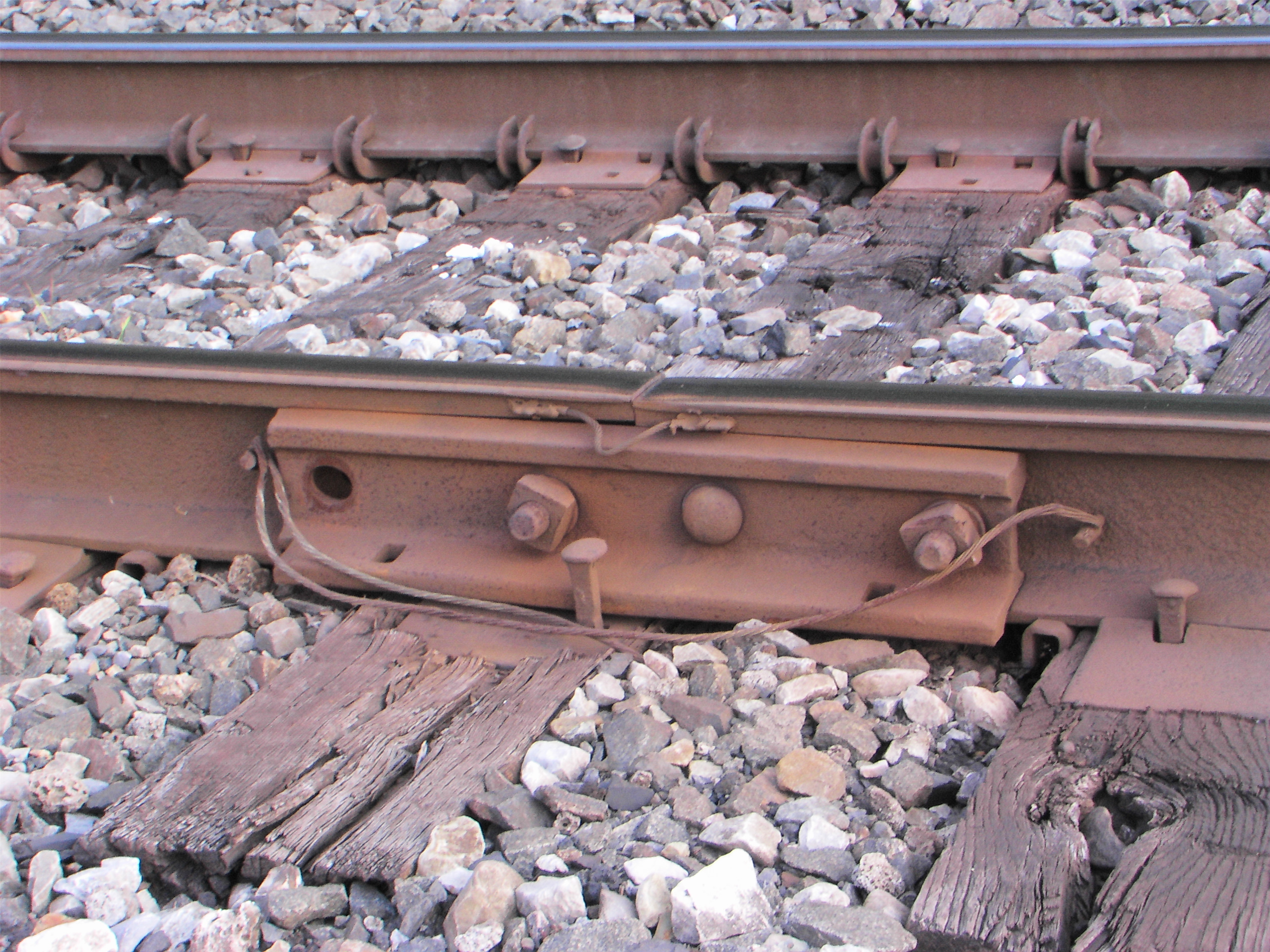
Joint court de la Pennsylvania Railroad
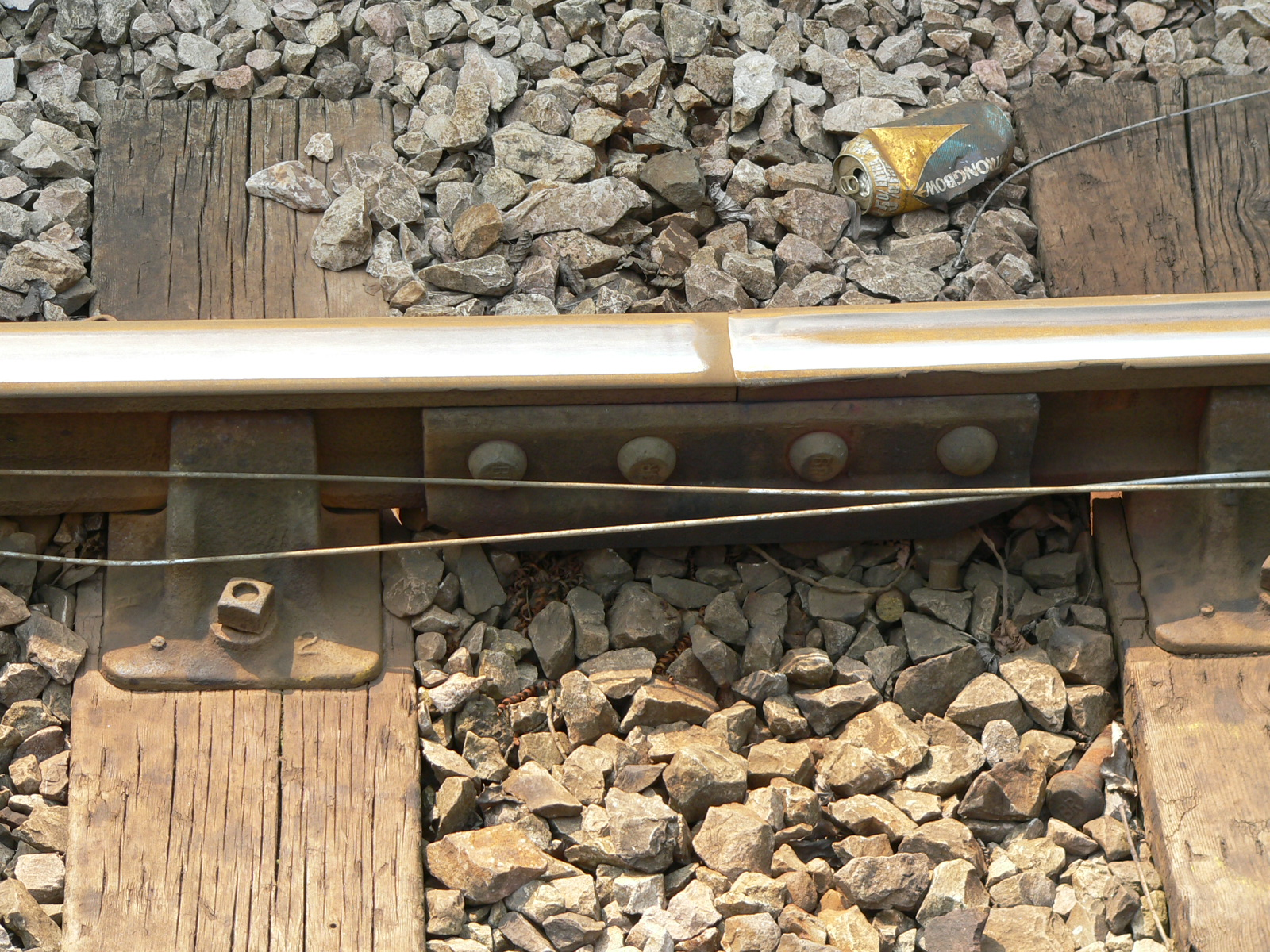
Rails décalés en hauteur